# La Verneda (Taradell)
La Verneda és una masia de Taradell (Osona) inclosa a l'Inventari del Patrimoni Arquitectònic de Catalunya, situada dalt d'un talús prop del riu Gurri.

## Descripció
Masia de planta basilical amb façana situada a migdia. Consta de planta baix, primer pis i golfes al cos central. El portal és d'arc rebaixat, dues finestres a la planta i un balconet al primer pis, dos arcs rebaixats a les golfes. A ponent s'hi adossa un cos cobert per una sola vessant amb planta i primer pis. És utilitzada com a pallissa. Al nord hi ha un cobert adossat a la planta, quatre finestres de dimensions diverses al primer pis i una a les golfes. A llevant finestreta a la planta, una al primer pis i l'altra a les golfes. Sobre el portal hi ha un esgrafiat "MAS VERNEDA" 1927.

## Història
La casa fou construïda a principis del segle XX en el lloc conegut per La Verneda, topònim que deu provenir de la frondositat dels verns del lloc. En els fogatges del terme de 1553 hi trobem esmentat un tal «Joan Verneda sastre», no sabem si es refereix al mateix lloc. Fou adquirida fa un any. Conserva dues boniques peces de pedra.